# San Joaquín (La Mesa)
San Joaquín es un centro poblado de La Mesa, ubicado al oeste del cabecera municipal de La Mesa, a 11 km por carretera,  Clima cálido a tan solo hora y media de la Capital del País, convirtiéndose en uno de los mejores destinos de los capitalinos. algunos atractivo turístico son: la estación del ferrocarril, plaza de toros, puente sobre río Apulo y templo parroquial; Antiguo asentamiento indígena Panche (familia lingüística Caribe) desde épocas precolombinas, en las áreas de cultivo de algunas veredas los campesinos encuentran vestigios arqueológicos que no son apreciados y generalmente son destruidos accidentalmente. En la actualidad se caracteriza por ser el principal productor de mango variedad Tommy Attkins  (mango rojo), Común o Hilacha y Keitt,  Centro de acopio de frutas tropicales de la región del tequendama, superando en volumen (tn) a municipios como Anolaima o Mesitas del Colegio. Principal lugar para investigación científica sobre mango realizada por universidades como la Universidad Nacional de Colombia, Universidad Distrital Francisco José de Caldas, Universidad de los Andes, entre otras.

## Ferias y fiestas
Se celebran fiestas patronales, Semana Santa, de la virgen del carmen, san pedro; sus ferias y fiestas realizadas comúnmente entre el 26 de diciembre y 3 de enero se han convertido por tradición en una de las mejores de la región. Otro evento que se destaca es el festival del burro, en esta celebración se vincula  toda la población en un acto de tolerancia y respeto entre los habitantes.

## División política
San Joaquín se divide en ocho veredas: 
- Capata.
- El Espino.
- El Tigre.
- Hungría.
- La Vega.
- Ojo de Agua.
- San Martín.
- Santa Lucía.

- Datos: Q6118951